# Hundred Rolls
Die Hundred Rolls sind eine Volkszählung Englands und Teilen des heutigen Wales. Sie datieren vom späten 13. Jahrhundert. Oft als Versuch angesehen, ein zweites Domesday-Buch zu produzieren, sind sie nach den Harden benannt, mit denen die meisten Abgaben aufgezeichnet wurden.
Die Rollen umfassen eine Erhebung der königlichen Privilegien aus dem Jahr 1255 und die bekannteren Erhebungen über Freiheiten und Landbesitz, die 1274–75 bzw. 1279–80 durchgeführt wurden. Die beiden Hauptbefragungen wurden von Edward I. von England in Auftrag gegeben, um die erwachsene Bevölkerung für gerichtliche und steuerliche Zwecke zu erfassen. Die Hundred Rolls spezifizieren auch die Leistungen, die von Pächtern an Herren im damaligen Feudalsystem geschuldet wurden.
Viele der Rollen sind verloren gegangen und andere wurden beschädigt, aber eine Minderheit überdauerte und wird im Nationalarchiv in Kew gelagert. Wo sie erhalten sind, stellen sie eine wichtige historische Quelle für die Zeit dar. Die Rollen, die im frühen 19. Jahrhundert bekannt waren, wurden 1812–18 von der Record Commission veröffentlicht, während neuere Entdeckungen von der University of Sheffield gesammelt werden.